# Kensington, New South Wales
Kensington este o suburbie în Sydney, Australia lângă Randwick. În Kensington se găsește faimosul magazin Peters of Kensigton.